# Rocket Juice & the Moon
Rocket Juice & the Moon är ett studioalbum av Damon Albarn, Tony Allen och Michael Balzary under namnet Rocket Juice & the Moon år 2012.

## Låtlista
| Nr           | Titel                                                                       | Längd |
| ------------ | --------------------------------------------------------------------------- | ----- |
| 1.           | 1-2-3-4-5-6                                                                 | 3:04  |
| 2.           | Hey, Shooter (featuring. Erykah Badu, Hypnotic Brass Ensemble & Thundercat) | 4:10  |
| 3.           | Lolo (featuring. Fatoumata Diawara, Hypnotic Brass Ensemble & M.anifest)    | 5:03  |
| 4.           | Night Watch                                                                 | 2:12  |
| 5.           | Forward Sweep                                                               | 1:49  |
| 6.           | Follow-Fashion (featuring. Fatoumata Diawara & M.anifest)                   | 3:57  |
| 7.           | Chop Up (featuring. M.anifest & M3nsa)                                      | 2:37  |
| 8.           | Poison                                                                      | 3:24  |
| 9.           | Extinguished (featuring. Cheick Tidiane Seck)                               | 2:39  |
| 10.          | Rotary Connection                                                           | 2:02  |
| 11.          | Check Out                                                                   | 2:24  |
| 12.          | There (featuring. Cheick Tidiane Seck)                                      | 4:51  |
| 13.          | Worries                                                                     | 1:16  |
| 14.          | Benko (featuring. Fatoumata Diawara & Hypnotic Brass Ensemble)              | 2:34  |
| 15.          | The Unfadable (featuring. M.anifest)                                        | 2:57  |
| 16.          | Dam(n) (featuring. Erykah Badu & M.anifest)                                 | 2:26  |
| 17.          | Fatherless                                                                  | 3:00  |
| 18.          | Leave-Taking (featuring. Hypnotic Brass Ensemble)                           | 2:07  |
| Total längd: | Total längd:                                                                | 52:32 |

| 19. | Fatala (featuring. Fatoumata Diawara) | 3:51 |
| 20. | Manuela (featuring. Erykah Badu)      | 5:21 |